# Rast (Rumunia)
Rast – wieś w Rumunii, w okręgu Dolj, w gminie Rast. W 2011 roku liczyła 3343 mieszkańców.